# Halleffekt

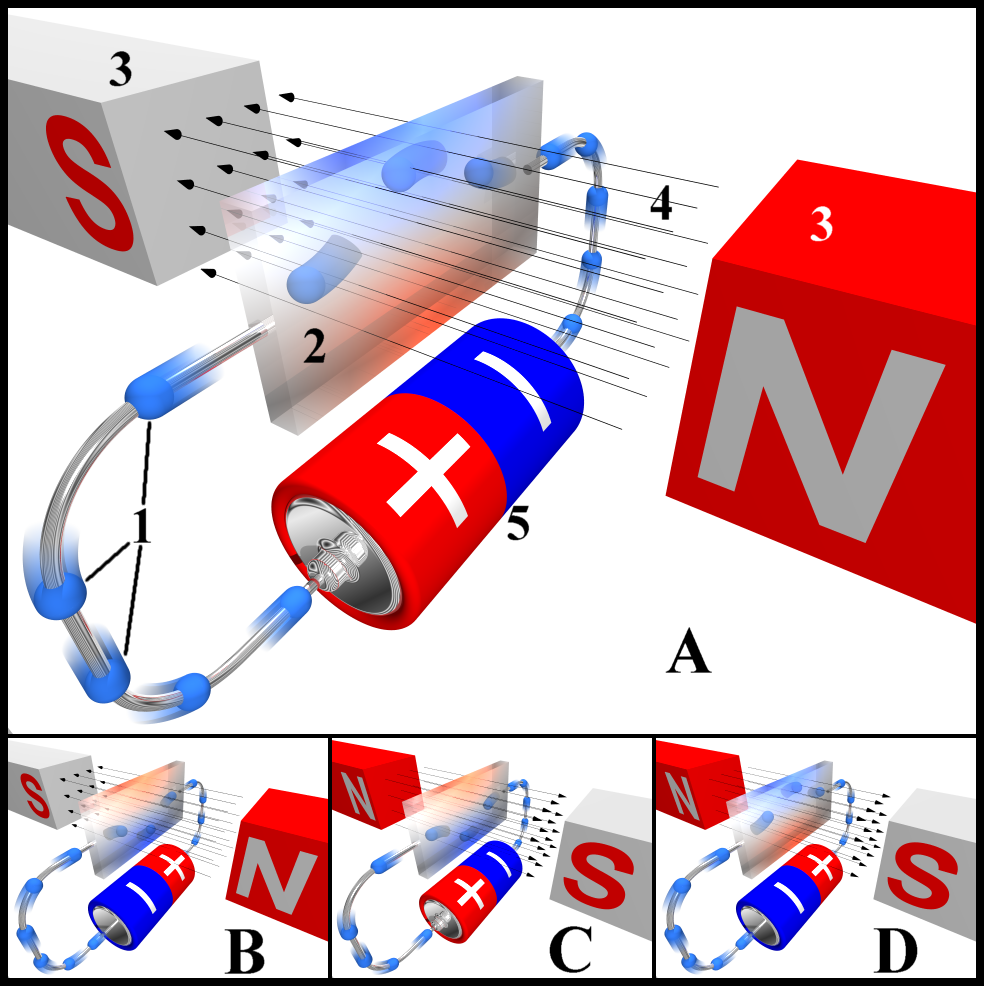
Diagram som förklarar Halleffekt, där de blå partiklarna (1) föreställer elektroner, som rör sig från batteriets minuspol till dess pluspol. I figur A avlänkar Lorentzkraften elektronerna till plattans översida som bli blå (negativ). I B och C avlänkas elektronerna till undersidan eftersom strömmen eller fältet har ändrat riktning. I D är både ström- och magnetfältet omvända jämfört med A, därför avlänkas elektronerna till översidan igen.

Halleffekt är fenomenet att strömförande ledare i magnetfält får en potentialskillnad (Hallspänning) vinkelrätt mot strömriktningen. Effekten är uppkallad efter den amerikanske fysikern Edwin Hall, som upptäckte effekten 1879. Hallgivare kan mäta magnetfält och de används tillsammans med magneter som kontaktlösa givare, till exempel för elektroniskt styrd tändning i motorer.
Vanligtvis är geometrin som i bilden, med en rektangulär platta vinkelrät mot ett magnetfält B. Om det går en elektrisk ström I genom plattan uppstår en spänning mellan sidorna som är riktad vinkelrätt mot strömriktningen. Denna hallspänning ges av 
{\displaystyle U_{\mathrm {H} }=R_{\mathrm {H} }\,{\frac {IB}{d}},}
där d är plattans tjocklek och RH är dess hallkoefficient, en materialegenskap.
Effekten orsakas av Lorentzkraften som verkar på laddningsbärare som rör sig i ett magnetiskt fält. Hallspänningen är proportionell mot laddningsbärarnas drifthastighet och kan användas för att uppskatta deras koncentration.  